# Farina bona
La farina bóna o farina sec'a è un prodotto tradizionale della Valle Onsernone. Si tratta di una farina di granoturco, ottenuta macinando molto finemente la granella tostata. In passato integrava quotidianamente la dieta degli Onsernonesi accompagnata a latte, acqua o vino.

## Storia
Il cambiamento delle abitudini alimentari intervenuto nel secondo dopoguerra ne fece diminuire progressivamente l'importanza. La produzione venne poi completamente abbandonata alla fine degli anni '60 del Novecento, dopo la cessazione dell'attività dell'ultimo mugnaio onsernonese.
Le iniziative e le ricerche sviluppatesi in seguito al restauro del mulino di Loco, realizzato dal Museo Onsernonese nel 1986, sono riuscite a risvegliare alla memoria questo antico prodotto ed a farne riprendere timidamente la produzione.
La segnalazione di “prodotto dell'arca slow food” da parte di Meret Bissegger, l'impegno del docente Ilario Garbani-Marcantini ed il coinvolgimento dell'Istituto scolastico vallerano hanno in seguito permesso di approfondirne la conoscenza storica, soprattutto facendo capo alle testimonianze raccolte a Vergeletto, creando le premesse per un miglioramento del prodotto e della produzione e permettendo così di far conoscere la farina bóna ben al di là dei confini della Valle Onsernone.
L'origine della farina bóna non è nota. La testimonianza più antica finora conosciuta si trova nei quaderni lasciati da Serafino Schira di Loco (1826-1914). L'autore vi elenca alcuni prodotti a base di farina bóna e dà una succinta descrizione del modo di produzione.
Testimonianze orali e scritte certificano inoltre la produzione di farina bóna a Vergeletto. Qui la granella tostata e macinata veniva e viene tuttora
chiamata “farina sec'a”. Questa denominazione è da ricondurre all'intento di distinguerla dalla “farina verda”, macinata senza tostatura.
Nella memoria di diversi anziani di Vergeletto rimane ancora vivo in particolare il ricordo della “farina sec'a” prodotta dalla signora Annunziata Terribilini, detta Nunzia (1883-1958).
Per la produzione della farina bóna venivano usate diverse varietà di granoturco, provenienti perlopiù dal piano (Locarnese e Ticino in generale). Vi sono però pure testimonianze di piccoli quantitativi di mais coltivato in valle.
La tostatura avveniva usualmente nei mulini stessi, in una speciale padella posata sul fuoco.
Sembra che il processo di tostatura presentasse delle differenze regionali. A Vergeletto la Nunzia tostava il mais fino a che almeno un terzo circa dei chicchi fosse scoppiato e avesse messo una specie di cresta (da qui il nome di ghèl - galli in italiano - dato ai chicchi tostati). L'ultimo mugnaio attivo a Loco, Remigio Meletta scartava invece accuratamente tutti i chicchi scoppiati. Si può ipotizzare che questa cernita fosse dovuta ad una difficoltà di macinatura del prodotto dalla consistenza troppo eterogenea.
La macinatura, che concludeva il processo di produzione, doveva essere molto fine, così da ottenere, come testimonia lo Schira, una farina dalla consistenza "paragonabile a un filo di seta". Questo era possibile unicamente con l'impiego di macine molto lisce, regolari e prive di rigatura, come si trovano per esempio ancora oggi nei mulini in rovina di Vergeletto o fra le pietre molitorie raccolte dal Museo Onsernonese.

## In cucina
Mentre in tempi passati la si mangiava mescolata ad acqua o latte (freddo o caldo), con mirtilli, fragole o vino, oggi il suo utilizzo è molto disparato: la farina bóna può essere impiegata per la preparazione di gelato , birra, grissini, biscotti, mousse, torte, Spätzle, minestre e così via.